# Phyllotreta hemipoda
Phyllotreta hemipoda is een keversoort uit de familie bladkevers (Chrysomelidae). De wetenschappelijke naam van de soort werd in 1909 gepubliceerd door Abeille.